# Daniel Ocón Arráiz
Daniel Ocón Arráiz (Logronyo, La Rioja, 30 de setembre de 1980) és un àrbitre de futbol espanyol de la Segona Divisió d'Espanya. Pertany al Comitè d'Àrbitres de La Rioja.

## Trajectòria
Després de sis temporades a Segona Divisió, on va dirigir 134 partits, aconsegueix l'ascens a Primera Divisió d'Espanya conjuntament amb el col·legiat andalús José Luis Munuera Montero i el col·legiat de Tenerife Daniel Jesús Trujillo Suárez.
Va debutar el 28 d'agost de 2016 a primera divisió en un partit que va enfrontar la Unión Deportiva Las Palmas contra el Granada Club de Fútbol (5-1).
Després de només una temporada a la Primera Divisió d'Espanya, descendeix a la Segona Divisió d'Espanya la temporada 2016/17. L'últim partit que va dirigir a primera divisió va ser el RCD Espanyol - València Club de Futbol (0-1) el 13 d'abril de 2017.

## Temporades
| Categoria          | País    | Any       |
| ------------------ | ------- | --------- |
| Segona Divisió "B" | Espanya | 2006-2010 |
| Segona Divisió     | Espanya | 2010-2016 |
| Primera Divisió    | Espanya | 2016-2017 |
| Segona Divisió     | Espanya | 2017-     |